# Tractament experimental contra el càncer
Els tractaments experimentals contra el càncer són teràpies mèdiques destinades a tractar el càncer millorant, suplementant o reemplaçant els mètodes convencionals (cirurgia, quimioteràpia, radiació i immunoteràpia).

## Estudiant tractaments per al càncer
Els dos propòsits de la investigació són: comprovar si el tractament és realment efectiu i si és suficientment segur. Els procediments reguladors busquen equilibrar els possibles beneficis amb els possibles riscos, assegurant que les persones que rebin el tractament tinguin més opcions de treure'n profit que de patir perjudicis.

## Teràpies amb medicaments

### HAMLET (alpha-lactalbumin humà convertit en letal per a les cèl·lules tumorals)
L'HAMLET (alfa-lactalbumina humana convertida en letal per a les cèl·lules tumorals) és un complex molecular extret de la llet materna humana que destrueix les cèl·lules tumorals a través d'un mecanisme similar a l'apoptosi (mort cel·lular programada). Ha estat testat en humans amb papil·lomes cutanis i càncer de bufeta.

### Teràpia de potenciació de la insulina
La teràpia de potenciació de la insulina implica administrar insulina, sovint combinada amb medicaments convencionals contra el càncer, amb la idea que això en potencia l'eficàcia global. Segons "quackwatch.org", "la teràpia de potenciació de la insulina (IPT) és un dels diversos tractaments perillosos no provats que un petit grup de professionals promou sense proves fiables que demostrin la seva efectivitat."
S'estan desenvolupant diverses teràpies farmacològiques basades en p53, el gen supresor tumoral que protegeix la cèl·lula en resposta al mal i a l'estrès. És semblant a decidir què fer amb un automòbil danyat: el gen p53 deté tot i després decideix si reparar la cèl·lula o, si la cèl·lula no pot reparar-se, destruir la cèl·lula. Aquesta funció protectora del p53 està desactivada en la majoria de les cèl·lules canceroses, la qual cosa els permet multiplicar-se sense control. S'ha demostrat que la restauració de l'activitat de p53 en tumors (quan és possible) inhibeix el creixement tumoral i fins i tot pot reduir la grandària del tumor.

## Teràpia de gens
S'ha considerat que la introducció de gens supressors de tumors en cèl·lules amb divisió ràpida pot frenar o aturar el creixement dels tumors. Els adenovirus són un vector sovint utilitzat per aquest fi. Moltes investigacions han treballat amb adenovirus incapaços de replicar-se, o amb una capacitat de replicació molt limitada dins del pacient, per garantir la seguretat i evitar la destrucció citolítica de cèl·lules no canceroses infectades pel vector. Tanmateix, els estudis recents es concentren en adenovirus capaços de replicar-se i destruir cèl·lules canceroses en el procés, ja que la seva capacitat d'infectar cèl·lules normals es redueix considerablement, fet que podria donar lloc a un tractament molt més eficaç. Un altre ús de la teràpia gènica és la introducció d'enzims en aquestes cèl·lules que les fan susceptibles a agents de quimioteràpia específics; els estudis amb la introducció de timidina cinasa en gliomes, que els fan susceptibles al aciclovir, es troben en la seva etapa experimental.

## Opcions epigenètiques
L'epigenètica és l'estudi dels canvis hereditaris en l'activitat genètica que no són causats per alteracions en la seqüència de l'ADN, sovint provocats per danys ambientals o dietètics als receptors d'histones dins de la cèl·lula. Les investigacions recents han demostrat que els fàrmacs epigenètics podrien substituir o complementar els tractaments actualment acceptats, com la radioteràpia i la quimioteràpia, o bé potenciar-ne els efectes. S'ha demostrat que el control epigenètic de les regions de protoonco i les seqüències supresoras de tumors mitjançant canvis conformacionales en les histones afecta directament a la formació i progressió del càncer. L'epigenètica també té el factor de reversibilitat, una característica que altres tractaments contra el càncer no ofereixen.